# Рюмланзька обсерваторія
Рюмланзька обсерваторія (нім. Sternwarte Rümlang) — загальнодоступна обсерваторія в муніципалітеті Рюмланг поблизу Цюриха в регіоні Катцензе. Обсерваторія пропонує регулярні публічні спостереження нічного неба й Сонця, а також екскурсії для груп відвідувачів та шкільних класів. Вона має обертовий сталево-алюмінієвий купол. Обсерваторією керує на волонтерських засадах асоціація Verein Sternwarte Rotgrueb Rümlang.

## Історія
1966 року механік і астроном-аматор Арнольд Йост з Зеебаха, района Цюриха, отримав дозвіл від муніципалітету Рюмланг на будівництво обсерваторії діаметром 5,5 м на старому резервуарі для води Ротгрюб між селом Рюмланг і присілком Катценрюті. Резервуар вже не працював, але досі служить частиною плану аварійного постачання. Йост спроєктував і збудував обсерваторію майже самостійно, за підтримки своєї родини. У 1968 році обсерваторію ввели в експлуатацію для особистого користування. 1992 року Арнольд Йост мусив відмовитися від експлуатації обсерваторії через свій похилий вік і продав її муніципалітету.
До 1995 року будівлю використовували лише епізодично. Курс астрономії, організований Астрономічним товариством Цюриха Унтерланд (нім. Astronomischen Gesellschaft Zürcher Unterland), зустрів такий великий інтерес, що його продовжили наступного року. Ініціативна група представила муніципалітету концепцію роботи обсерваторії. На її основі 6 листопада 1996 року астрономи-аматори заснували місцеву асоціацію як секцію головної організації Швейцарського астрономічного товариства. 13 травня 1997 року муніципалітет передав обсерваторію асоціації за договором оренди будівлі. Згодом асоціація поступово відремонтувала обсерваторію та обладнання, а також доріжку, що веде до обсерваторії. 26 серпня 1998 року обсерваторію відкрили для публіки.

## Інструменти
Обсерваторія оснащена системою наведення WAM-850, дзеркальним телескопом Aurora типу Долла–Кіркгема з фокусною відстанню 3572 мм, рефрактором «Зодіак» і рефлектором Strüby системи Шмідта-Кассегрена.